# Nellestein (waterschap)
Nellestein is een polder en voormalig waterschap in de Nederlandse provincie Utrecht ten noorden van de Vinkeveense Plassen en grenzend aan de Winkel. 
Het werd samen met het waterschap Botshol bemalen.